# بولينا غوتو
بولينا غوتو (بالإسبانية: Paulina Goto)‏ هي مغنية وعارضة وممثلة مكسيكية، ولدت في 29 يوليو 1991 في مونتيري في المكسيك.

## أعمال

### مسلسلات
- رحلة النصر

## وصلات خارجية
- الموقع الرسمي
- بولينا غوتو على موقع IMDb (الإنجليزية)
- بولينا غوتو على موقع ميوزك برينز (الإنجليزية)
- بولينا غوتو على موقع أول ميوزيك (الإنجليزية)
- بولينا غوتو على موقع قاعدة بيانات الفيلم (الإنجليزية)